# 罗西奥·席尔瓦-桑蒂斯特万
罗西奥·约兰达·安赫莉卡·席尔瓦-桑蒂斯特万·曼里克（西班牙語：Rocío Yolanda Angélica Silva-Santisteban Manrique；1963年1月30日—），祕魯詩人、學者、社會活動家、記者及國會議員。隶属于左翼党团争取正义、生活和自由广泛阵线，是波士顿大学助理教授，曾任祕魯国家人权协调会執行書記。

## 生平
2020年11月15日至16日秘鲁政治危机时，她临危代理国会主席。按秘鲁法律总统、副总统空缺时国会主席本应接任代总统，提出由中间派的弗朗西斯科·萨加斯蒂任国会第一副主席、右翼的路易斯·罗埃尔·阿尔瓦（Luis Roel Alva）任第二副主席、土著主义的耶西卡·阿帕萨·基斯佩（Yessica Apaza Quispe）任第三副主席的主席团列表，但遭国会以42票支持、52票反对、25票弃权否决，萨加斯蒂对国会否决席尔瓦所提列表一事感到“困惑”（desconcertado）。一天后改由萨加斯蒂提出主席团列表，则获得国会支持并当选国会主席，并在随后担任代总统。